# Liste der Kulturdenkmale in Zell unter Aichelberg

Wappen von Zell unter Aichelberg

In der Liste der Kulturdenkmale in Zell unter Aichelberg werden unbeweglichen Bau- und Kunstdenkmale in Zell unter Aichelberg aufgelistet. Diese Liste ist noch unvollständig.

## Allgemein
- Bild: Zeigt ein ausgewähltes Bild aus Commons, „Weitere Bilder“ verweist auf die Bilder im Medienarchiv Wikimedia Commons.
- Bezeichnung: Nennt den Namen, die Bezeichnung oder die Art des Kulturdenkmals.
- Lage: Straßenname und Hausnummer oder Flurstücknummer des Kulturdenkmals, gegebenenfalls auch den Ortsteil. Die Grundsortierung der Liste erfolgt nach dieser Adresse. Der Link (Karte) führt zu verschiedenen Kartendiensten mit der Position des Kulturdenkmals. Fehlt dieser Link, wurden die Koordinaten noch nicht eingetragen. Sind diese bekannt, können sie über ein Tool mit einer Kartenansicht einfach nachgetragen werden. In dieser Kartenansicht sind Kulturdenkmale ohne Koordinaten mit einem roten bzw. orangen Marker dargestellt und können durch Verschieben auf die richtige Position in der Karte mit Koordinaten versehen werden. Kulturdenkmale ohne Bild sind an einem blauen bzw. roten Marker erkennbar.
- Datierung: Baubeginn, Fertigstellung, Datum der Erstnennung oder grobe zeitliche Einordnung entsprechend des Eintrags in der zuständigen Denkmaldatenbank (Landesamt für Denkmalpflege Baden-Württemberg).
- Beschreibung: Kurzcharakteristik des Kulturdenkmals.

## Liste
| Bild           | Bezeichnung                         | Lage                  | Datierung | Beschreibung | ID |
| -------------- | ----------------------------------- | --------------------- | --------- | --- | -- |
|                | Grabhügelfeld                       | Flur Sommerweide      |           | Die Grabhügel sind im Wald nordwestlich von Zell unter Aichelberg gelegen. Geschützt nach § 12 DSchG                                                                          |    |
| Weitere Bilder | Evangelische Pfarrkirche St. Martin | Kirchstraße 4 (Karte) | um 1400   | Die evangelische Pfarrkirche St. Martin liegt nördlich des Kernes von Zell unter Aichelberg auf einer Anhöhe. Ihr Turmhelm ist von weitem sichtbar. Geschützt nach § 28 DSchG |    |